# Weinstube

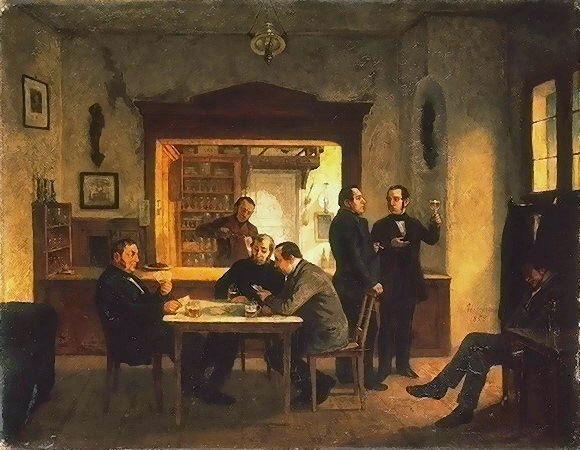
Theodor Hosemann: Weinstube, 1858

Die Weinstube ist eine Gaststätte, in der vor allem Wein getrunken wird. Weinstuben gibt es vor allem im süddeutschen und angrenzenden Raum, also in Gegenden mit Weinbau, so zum Beispiel in Franken, im Elsass, wo sie auch heute noch Winstub heißen, oder im Mittelrheintal. 
Die Weinkarte ist im Vergleich zu Weinrestaurants oft nicht sehr umfangreich, bevorzugt werden oft lokale Weine. Im Gegensatz zu Restaurants haben Weinstuben keinen Sommelier – Weinschenk, Wirt und Kellner geben selbst Auskunft über die angebotenen Weine.
Weinstuben servieren in der Regel auch kleinere Mahlzeiten (Hausmacherküche) und manchmal sogar Bier. Die Würzburger Bäcken waren die ursprünglichste Form der Weinstube; hier brachten sich die Gäste ihre Mahlzeit traditionell selbst mit, weil nichts anderes als Wein ausgeschenkt wurde.
Die meisten Weinstuben besitzen eine betont traditionell und "rustikal" gehaltene Einrichtung; häufig verweisen bildliche Darstellungen oder historische Arbeitsgeräte der Winzer und Küfer auf die Geschichte des Weinbaus. 

## Beispiele
- Weinstube Feyerabend in Bad Wimpfen in Baden-Württemberg
- Gasthaus „Großes Weinstuben“, Radebeul
- Weinstube Rote Kopf, Mainz
- Obstweinschänke Louis Winkelmann, Hann. Münden, Niedersachsen
- Weinhandlung und Weinstube Kach, Erlangen
- Goldenes Posthorn, Nürnberg, 1498 (älteste deutsche Weinstube)

Österreich
- ehemalige Weinstube Kinz in Bregenz
- Altdeutsche Weinstube (Spittal an der Drau)